# Lianyungang
Lianyungang is een stad in de gelijknamige prefectuur in het noorden van de oostelijke provincie Jiangsu, Volksrepubliek China, aan de Gele Zee. De naam van de stad betekent Haven die verbonden is met de wolken. Bij de volkstelling van 2020 had de stad zelf 1.071.019 inwoners, de prefectuur had 4.599.360 inwoners. Andere grote steden in de prefectuur zijn Donghai en Ganyu.
Lianyungang is een belangrijke havenstad in het noorden en werd rond 1680 als een van de eerste vier havens opengesteld voor handel met het buitenland door de Qing-dynastie. De andere drie waren Ningbo, Xiamen en Kanton. Aan het eind van de 20e eeuw behoorde de stad opnieuw tot een van de 14 steden, die werden bestemd voor handel met het buitenland.

## Zusterstad
- Saga, Japan